# Episodi di Peep and the Big Wide World (quarta stagione)
La quarta stagione della serie animata Peep and the Big Wide World, composta da 6 episodi (11 segmenti), è stata trasmessa negli Stati Uniti d'America da Discovery Kids dal 2 febbraio al 17 luglio 2010.
In Italia la data della messa in onda della stagione è sconosciuta, anche se probabilmente non è mai stata doppiata.
| nº  | Titolo originale              | Titolo italiano | Prima TV USA      | Prima TV Italia |
| --- | ----------------------------- | --------------- | ----------------- | --------------- |
| 1a  | The Lurmies are Coming        |                 | 2 febbraio 2010   |                 |
| 1b  | Quack's Square Deal           |                 | 2 febbraio 2010   |                 |
| 2   | An Inconvenient Tooth         |                 | 1 maggio 2010     |                 |
| 3a  | Bringing Spring               |                 | 13 maggio 2010    |                 |
| 3b  | Quack's Pond Party            |                 | 13 maggio 2010    |                 |
| 4a  | You Can Count on Bunnies      |                 | 14 maggio 2010    |                 |
| 4b  | Falling Feathers              |                 | 14 maggio 2010    |                 |
| 5a  | Trading Places                |                 | 26 giugno 2010    |                 |
| 5b  | The House of Sand and Frog    |                 | 26 giugno 2010    |                 |
| 6a  | Magic Duck Dancing            |                 | 17 luglio 2010    |                 |
| 6b  | Chirp Chirp Tweet Tweet Chirp |                 | 17 luglio 2010    |                 |
| 7a  | Marble Mover                  |                 | 11 settembre 2007 |                 |
| 7b  | Fair Shares                   |                 | 11 settembre 2007 |                 |
| 8a  | The Feats of Peep             |                 | 12 settembre 2007 |                 |
| 8b  | Quack Goes Nuts'              |                 | 12 settembre 2007 |                 |
| 9   | The Sounds of Silence         |                 | 13 settembre 2007 |                 |
| 10a | Big Bird                      |                 | 14 settembre 2007 |                 |
| 10b | Chirp Flies the Coop          |                 | 14 settembre 2007 |                 |